# Casa Navàs
Casa Navàs is een monument in Reus, en is ook een van de  belangrijkste modernistische gebouwen in de stad. Het werd ontworpen door Lluís Domènech i Montaner in 1908. Soms wordt het ook Cal Navàs genoemd.

## Geschiedenis
De constructie begon in 1901 en was klaar in 1908. Op 26 maart 1938, tijdens de Spaanse Burgeroorlog, viel er een bom aan de linker kant van het huis en richtte veel schade aan waaronder de toren die er eerst nog was. Aan het einde van de oorlog plunderden de troepen van Franco het gebouw.

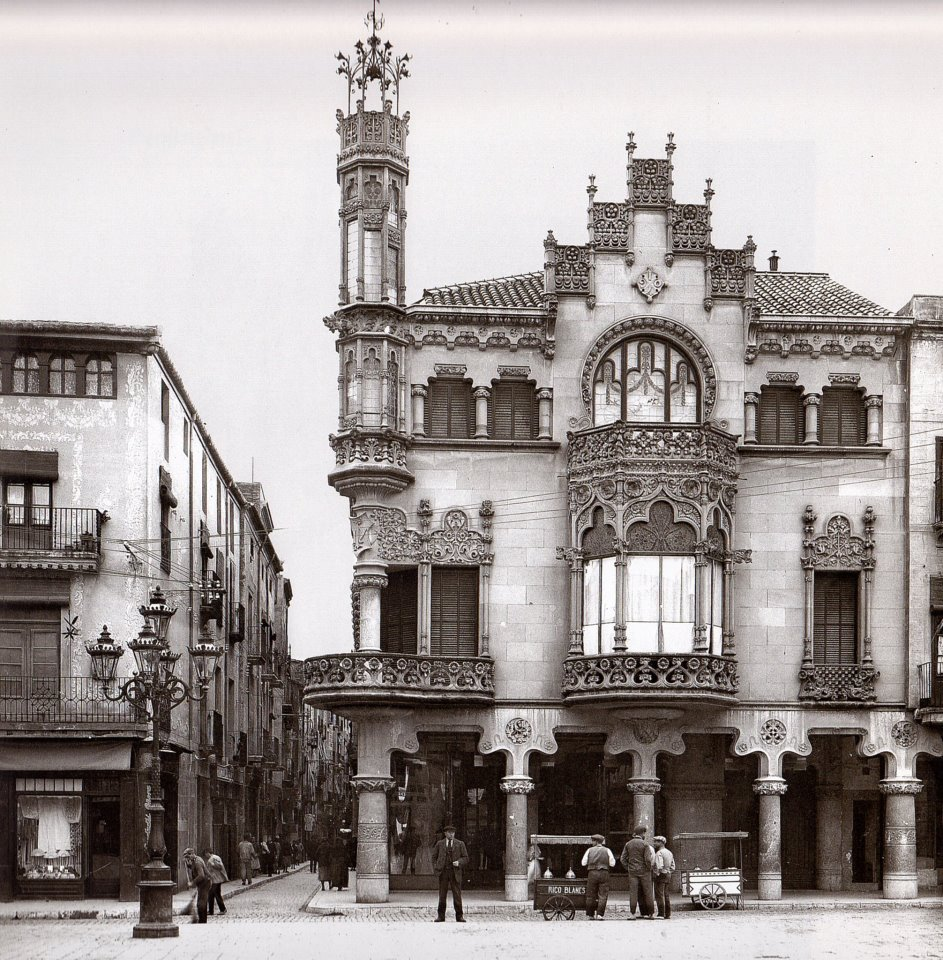
Foto van Cada Navàs met de toren